# ふしぎな目をした男の子
『ふしぎな目をした男の子』（ふしぎなめをしたおとこのこ）は、1971年（昭和46年）に講談社から出版されたファンタジー小説。佐藤さとる著。『だれも知らない小さな国』、『豆つぶほどの小さないぬ』、『星からおちた小さな人』に続く、コロボックル物語の第4弾。

## あらすじ
コロボックル小国の外れに住むウメノヒコは、大変なつむじ曲がりの偏屈な爺様だった。
世話役の交代に伴い新たに出来た法律に反対したウメノヒコは、小山を飛び出した先でひとりの男の子に出会う。
コロボックルがどんなに素早く動いても姿を見ることの出来る不思議な目を持つ少年タケルと、ウメノヒコはやがて「トモダチ」になる。
シリーズの番外編的位置づけになっており、前作までに登場した「せいたかさん」をはじめとするコロボックルの「味方」は登場せず、登場する「人間」は今作限りの扱いとなっている。
作中での会話から、前作(星からおちた小さな人)より後の話であると分かる。前作同様、三人称で物語が綴られる。

## 登場人物

### コロボックル（小人）
ウメノヒコ＝ツムジ
今回の主人公。コロボックル一族の長老で知識人。水に映る未来を見ることが出来る。頑固者で偏屈でつむじ曲がり。
ヒノキノヒコ＝トギヤ
大工の棟梁でぶっきらぼうな性格。偏屈者のツムジと対等に話せる数少ないコロボックル。
ヒノキノヒコ＝ツムジ
トギヤの息子。ツムジの「トモダチ」であるタケルに顔が似ている。
ヒイラギノヒコ
現世話役（大統領）。新法に反対し小山を飛び出したツムジを捜し、タケルと「トモダチ」になって欲しいと説得する。

### 人間
タケル
人の目には見えないほど素早く動くコロボックルを見ることの出来る男の子。作中では幼児から小学3年生にまで成長する。

## 書誌情報
- 1971年版 - 講談社、単行本、ISBN 4061190784
- 1976年版 - 講談社文庫、ISBN 4061313533
- 1980年版 - 講談社青い鳥文庫、ISBN 4061470353